# دانيال غولدن
دانيال غولدن (بالإنجليزية: Daniel Golden)‏ هو صحفي أمريكي، ولد في 15 أبريل 1957.